# Right Here (canção de Rudimental)
Right Here é uma canção do quarteto britânico Rudimental com a participação da cantora inglesa Foxes. A canção foi lançada no Reino Unido em 12 de agosto de 2013, como quinto single do seu primeiro álbum de estúdio, Home.
A canção foi lançada originalmente em 29 de abril de 2013, como um single promocional. O remix de Andy C foi lançado duas semanas antes o Waiting All Night EP. O remix do DJ Hot Since 82 foi incluído em seu primeiro álbum de estúdio Little Black Book.

## Vídeo musical
Um videoclipe da música foi lançado no YouTube no dia 5 de julho de 2013, com um comprimento total de seis minutos e dezenove segundos. O vídeo foi filmado no Templo dos Tigres, no oeste da Tailândia, que é um templo budista Theravada. Foi dirigido por Josh Cole, que já havia dirigido o clipe do single "Not Giving In". O vídeo apresenta um "herói de kung-fu", que é interpretado pelo artista marcial Mestre Liu Gao Jie, que luta contra os caçadores, interpretados por Chavalit Chaonoi e vários outros artistas.

## Faixas
| N.º | Título | Duração |  |

| N.º | Título | Duração |  |

## Paradas musicais
| Chart (2013)                                  | Posição de pico |
| --------------------------------------------- | --------------- |
| Austrália (ARIA)                              | 29              |
| Bélgica (Ultratip Bubbling Under de Flandres) | 9               |
| Bélgica (Ultratip Bubbling Under da Valônia)  | 42              |
| Escócia (Scottish Singles Chart)              | 19              |
| Eslováquia (Rádio Top 100)                    | 50              |
| Reino Unido (UK Singles Chart)                | 14              |
| Reino Unido (UK Dance Chart)                  | 4               |

## Histórico de lançamento
| Região      | Data                 | Formato          | Gravadora      |
| ----------- | -------------------- | ---------------- | -------------- |
| Reino Unido | 12 de agosto de 2013 | Download Digital | Asylum Records |